# Абилин (компьютерная сеть)
А́билин (англ. Abilene Network) — экспериментальная высокоскоростная компьютерная сеть в США, созданная некоммерческим консорциумом «Интернет2». Сеть объединяет более 230 американских университетов, научных центров и других учреждений. Сеть финансируется взносами участников.

## Краткая история
Сеть была создана в 1999 году, тогда опорный канал сети Абилин имел пропускную способность 2,5 Гбит/с. Сеть предназначалась для исследований в области передовых сетевых технологий и программ. В 2003 году начался перевод сети на магистраль 10 Гбит/с, завершившийся 4 февраля 2004 года.
Название «Абилин» происходит от железнодорожной ветки, проложенной в 1860-х годах у города Абилин в штате Канзас. Для своего времени это был невероятно амбициозный проект, «раздвигавший границы обитаемой Америки».

## Технологические особенности
Главной особенностью сети Абилин на сегодня является высокая скорость передачи данных. Изначально скорость равнялась 2,5 Гбит/с. В 2003 году начался переход на стандарт OC-192c с номинальной скоростью 10 Гбит/с. Переход был окончен 4 февраля 2004 года, реально скорость сейчас составляет порядка 6-8 Гбит/с. Сигнал в сети распространяется в основном по оптическим каналам. Маршрутизацию пакетов данных осуществляют специальные высокопроизводительные маршрутизаторы.
В настоящее время сеть совместно поддерживается консорциумом «Интернет2», Университетом Индианы, а также компаниями Qwest Communications, Nortel и Juniper Networks.
В сети создаются виртуальные лаборатории, электронные библиотеки, ведётся дистанционное обучение. Сеть может служить каркасом (так называемым backbone) для других сетей.